# Brozany nad Ohří
Brozany nad Ohří é uma comuna checa localizada na região de Ústí nad Labem, distrito de Litoměřice.